# شهرستان روچنگ
شهرستان روچنگ (به لاتین: Rucheng County) یک شهرستان‌های جمهوری خلق چین در چین است که در چنژو واقع شده‌است.